# Mučedníci z Quiché
Mučedníci z Quiché jsou skupinou deseti římských katolíků (třech španělských kněží a sedmi guatemalských laiků), zabitých v letech 1980–1991 členy PAC během občanské války v Guatemale na území diecéze Quiché. Katolická církev je uctívá jako blahoslavené mučedníky.

## Kontext
V letech 1960–1996 probíhal v Guatemale ozbrojený konflikt mezi několika levicově orientovanými guerillovými skupinami a guatemalskými vojenskými diktaturami. Během tohoto období bylo v Guatemale zabito více než 150 000 lidí. Roku 1980 zde začalo systematické pronásledování katolické církve. Milice vojenského režimu PAC pronásledovala kněze i věřící laiky, považované za nepřátele státu. Důvodem bylo hájení práv chudých a utlačovaných katolickou církví.

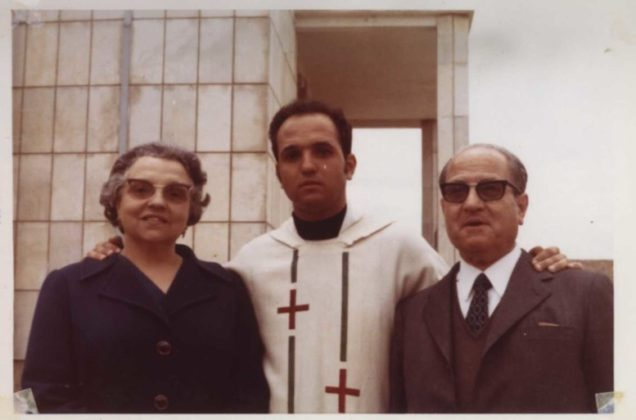
Bl. José María Gran Cirera se svými rodiči

Během pontifikátu papeže Františka bylo několik mučedníků guatemalské občanské války samostatně blahořečeno:
- bl. Stanley Rother (1935–1981), americký misijní diecézní kněz (blahořečený v roce 2017)
- bl. Tullio Maruzzo (1929–1981), italský františkánský misijní kněz (blahořečený v roce 2018)
- bl. Luis Obdulio Navarro (1950–1981), guatemalský laik a katecheta (blahořečený v roce 2018)
- bl. James Alfred Miller (1944–1982), americký misionář, řeholník Kongregace školských bratří (blahořečený v roce 2019)

## Seznam mučedníků
- bl. José María Gran Cirera (27. dubna 1945, Barcelona – 4. června 1980, Xeixojbitz), španělský misijní kněz, řeholník kongregace Misionářů Nejsvětějšího Srdce

- bl. Domingo del Barrio Batz  (26. ledna 1951, Ilom – 4. června 1980, Xeixojbitz), guatemalský ženatý laik, člen Katolické akce, kostelník

- bl. Faustino Villanueva (15. února 1931, Yesa – 10. července 1980, Joyabaj), španělský misijní kněz, řeholník kongregace Misionářů Nejsvětějšího Srdce

- bl. Juan Alonso Fernández (28. listopadu 1933, Cuérigo – 15. února 1981, La Barranca), španělský misijní kněz, řeholník kongregace Misionářů Nejsvětějšího Srdce

- bl. Tomás Ramirez Caba (30. prosince 1934, Chajul – 6. září 1980, tamtéž), guatemalský laik, kostelník

- bl. Reyes Us Hernández (1939, Macalajau – 21. července 1980, tamtéž), guatemalský ženatý laik

- bl. Rosalío Benito (1902 nebo 1914 – 22. července 1982, poblíž Chinique), guatemalský laik, katecheta

- bl. Nicolás Castro (1945, Cholá – 29. září 1980, Los Plátanos), guatemalský ženatý laik, katecheta, mimořádný udělovatel svatého přijímání

- bl. Miguel Tiu Imul (5. září 1941, La Montaña – 31. října 1991, Parraxtut), guatemalský ženatý laik, člen Katolické akce, katecheta

- bl. Juan Barrera Méndez (4. srpna 1967, Portero Viejo – 18. ledna 1980, Segundo Centro de la Vega), guatemalský mladý laik, člen Katolické akce

## Úcta
Jejich beatifikační proces započal dne 4. září 2007. Dne 23. ledna 2020 podepsal papež František dekret o jejich mučednictví.
Blahořečeni pak byli dne 23. dubna 2021 v Quiché. Obřadu předsedal jménem papeže Františka arcibiskup Francisco Montecillo Padilla.
Jejich památka je připomínána 21. listopadu.